# Prepona nigrobasalis
Prepona nigrobasalis är en fjärilsart som beskrevs av Le Moult 1932. Prepona nigrobasalis ingår i släktet Prepona och familjen praktfjärilar. Inga underarter finns listade i Catalogue of Life.